# Nhà trưng bày Tretyakov

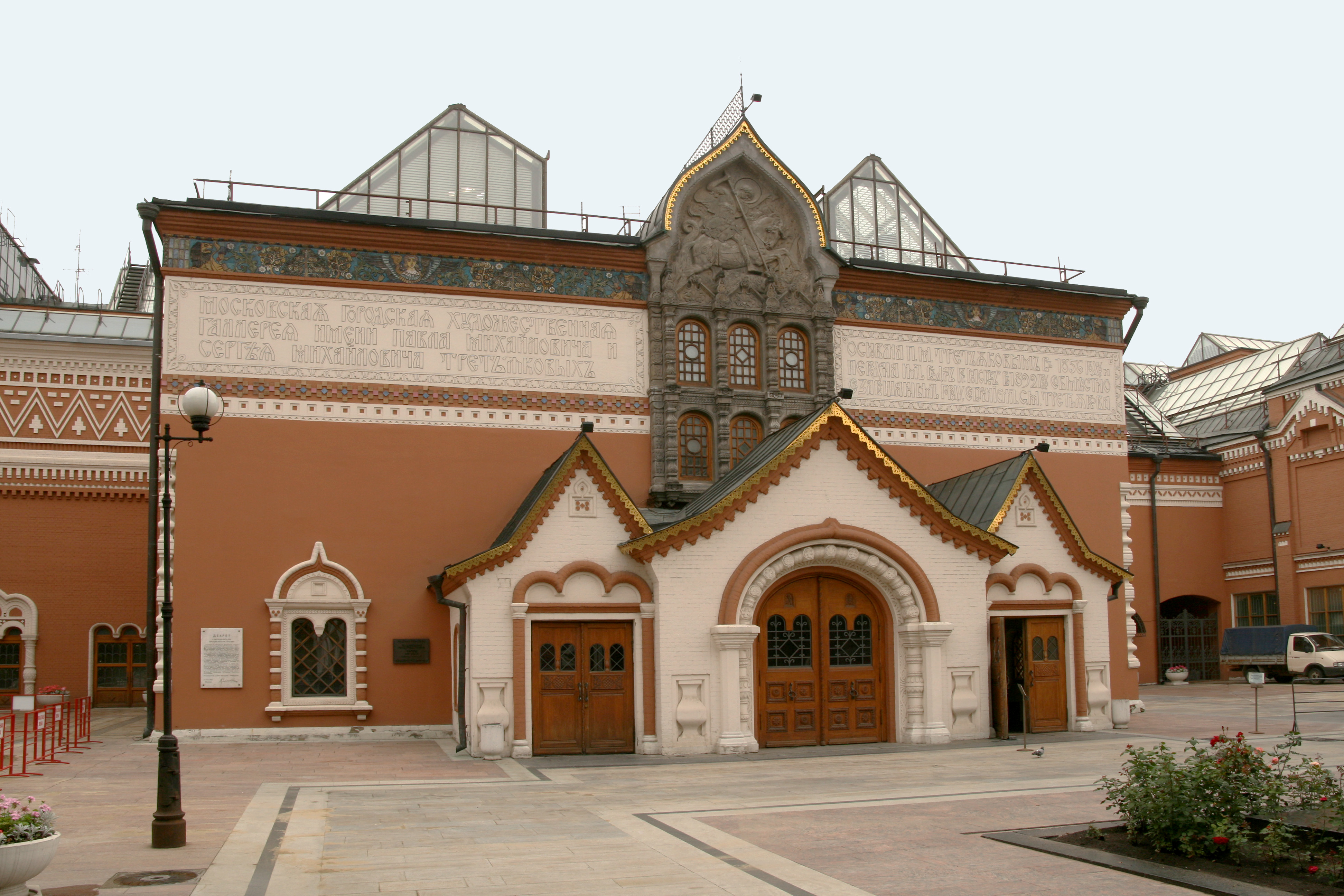
Nhà trưng bày Tretyakov

Nhà trưng bày Quốc gia Tretyakov (tiếng Nga: Госуда́рственная Третьяко́вская галере́я, phiên âm Gossudarstvennaya Tretyakovskaya Galereya) là một bảo tàng nghệ thuật ở Moskva. Tính đến năm 2018, đã có hơn 180.000 vật phẩm và bao gồm các bức tranh, tác phẩm điêu khắc và các sản phẩm kim loại quý được tạo ra từ thế kỷ XI đến thế kỷ XX được trưng bày nơi đây. Đây là một trong những bộ sưu tập nghệ thuật lớn nhất và nổi tiếng nhất ở Nga cùng với bảo tàng Ermitazh ở Sankt-Peterburg. Trong nhà trưng bày này, tất cả các tác phẩm nghệ thuật từ thế kỷ 11 đến thế kỷ 20 được trưng bày. Tòa nhà chính của phòng trưng bày nằm trên ngõ Lavrushinsky ở quận Zamoskvorechye, gần ga tàu điện ngầm Tretyakovskaya.

## Lịch sử
Nhà trưng bày này được đặt theo tên của người sáng lập, thương gia dệt may và nhà sưu tầm nghệ thuật người Nga Pavel Mikhailovich Tretyakov (1832-1898). Sự khởi đầu của bộ sưu tập nghệ thuật của ông bắt đầu từ năm 1851, khi Tretyakov cùng với em trai Sergei mua một ngôi nhà hai tầng ở phía nam hữu ngạn sông Moskva. Họ đã thành lập cơ sở kinh doanh của họ ở tầng trệt của tòa nhà trong khi một bộ sưu tập tranh ấn tượng của các nghệ sĩ đương đại địa phương dần mọc lên ở tầng trên. Qua nhiều năm, bộ sưu tập ngày càng lớn đến mức vào năm 1874 khiến Pavel Tretyakov mua một khu đất ở ngay gần ngôi nhà và xây dựng một tòa nhà mới trên đó dành riêng cho việc lưu trữ các tác phẩm. Vào đầu những năm 1890, bộ sưu tập của anh em nhà Tretyakov bao gồm khoảng 2,000 tác phẩm (1,362 tranh vẽ màu, 526 tranh vẽ chì, và 9 tác phẩm điêu khắc).
Sau khi Sergei Tretyakov qua đời vào tháng 8 năm 1892, ông đã để lại di chúc thừa kế một phần của mình trong Bộ sưu tập Nghệ thuật Thành phố Moscow. Vài tuần sau, Pavel Tretyakov tặng phần còn lại của bộ sưu tập cho thành phố để tạo điều kiện thành lập một bảo tàng nghệ thuật cho công chúng. Bảo tàng nghệ thuật mới thành lập đã được mở cửa cho công chúng vào tháng 8 năm 1893 với tên gọi Phòng trưng bày nghệ thuật thành phố Moscow của Pavel và Sergei Mikhailovich Tretyakov. Để tỏ lòng biết ơn về sự đóng góp, Pavel Tretyakov đã nhận được danh hiệu công dân danh dự từ chính quyền thành phố Moskva.
Sau cái chết của Pavel Tretyakov vào tháng 12 năm 1898, bảo tàng được quản lý bởi chính quyền thành phố cùng với các nghệ sĩ Nga như Ilya Ostrukhov. Từ năm 1899 đến năm 1906, nhà trưng bày này, hiện là bảo tàng, đã được cải tạo rộng rãi. Họa sĩ Viktor Vasnetsov đóng vai trò chính trong việc cải tạo ngôi nhà này. Mặt tiền về cơ bản dựa trên truyền thống của kiến trúc phong cách Moskva cũ và được trang trí ở phần trên với hình phù điêu của thánh George.
Vài tháng sau Cách mạng Tháng Mười, nhà trưng bày Tretyakov đã được quốc hữu hóa theo sắc lệnh của nhà lãnh đạo cách mạng Vladimir Ilyich Lenin vào tháng 6 năm 1918 và nhận được tên gọi hiện tại, Nhà trưng bày Quốc gia Tretyakov. Kể từ đó, các cuộc triển lãm tạm thời thường xuyên cũng được tổ chức. Vào những năm 1920, các bộ sưu tập từ nhiều bảo tàng khác và một phần của các bộ sưu tập tư nhân khác nhau bị nhà nước tịch thu đã được tích hợp vào nhà trưng bày Tretyakov và điều này khiến lượng hàng tồn kho của bảo tàng tăng lên đáng kể đến nỗi nhà trưng bày Tretyakov phải được mở rộng vào giữa những năm 1930 do thiếu chỗ. Việc mở rộng nhà trưng bày Tretyakov được thực hiện theo thiết kế của kiến trúc sư nổi tiếng Alexei Shchusev và được hoàn thiện vào năm 1936. Phần mở rộng phần lớn dựa trên kiến trúc của tòa nhà ban đầu.
Từ năm 1941 đến năm 1951, Alexander Ivanovich Samoshkin là giám đốc nhà trưng bày Tretyakov. Trong Chiến tranh Vệ quốc vĩ đại 1941-1945, phần lớn những hiện tượng triển lãm của bảo tàng đã được chuyển đến Novosibirsk và được đặt tạm thời trong tòa nhà dang dở của nhà hát opera. Biện pháp này cũng được coi là đúng đắn, bởi vì trong trận Moskva, khu phức hợp bảo tàng đã bị hư hại nghiêm trọng trong các cuộc không kích. Nhà trưng bày Tretyakov chỉ có thể hoạt động bình thường trở lại sau chiến thắng trước Đức Quốc Xã và hoàn thành việc tái thiết lại đất nước. Lễ mở cửa lại phòng trưng bày diễn ra vào ngày 17 tháng 5 năm 1945.
Năm 1977, phòng trưng bày đã nhận được một phần quan trọng trong bộ sưu tập của George Costakis. Từ năm 1980 đến 1992, Yuri Korolev (1929–1992) là giám đốc của nhà trưng bày. Trong thời gian này, bảo tàng đã được tu sửa và mở rộng rộng rãi để đáp ứng số lượng du khách ngày càng tăng và để đáp ứng tốt hơn lượng hàng tồn kho ngày càng tăng. Một bộ phận chuyên về nghệ thuật hiện đại cũng được khai trương vào năm 1986 tại một tòa nhà mới trên sông Moskva, ngay đối diện với lối vào chính của công viên Gorky. Tuy nhiên, tòa nhà chính của bảo tàng đã đóng cửa cho du khách từ năm 1986 đến năm 1995 vì lý do cải tạo. Kể từ khi mở cửa trở lại vào tháng 4 năm 1995, nhà trưng bày Tretyakov đã trưng bày tác phẩm của mình trong tổng số 62 hội trường trong các tòa nhà đã được tân trang lại hoàn toàn.
Hiện giờ, Yelena Pronicheav là giám đốc của Nhà trưng bày Tretyakov kể từ năm 2023.

## Tác phẩm

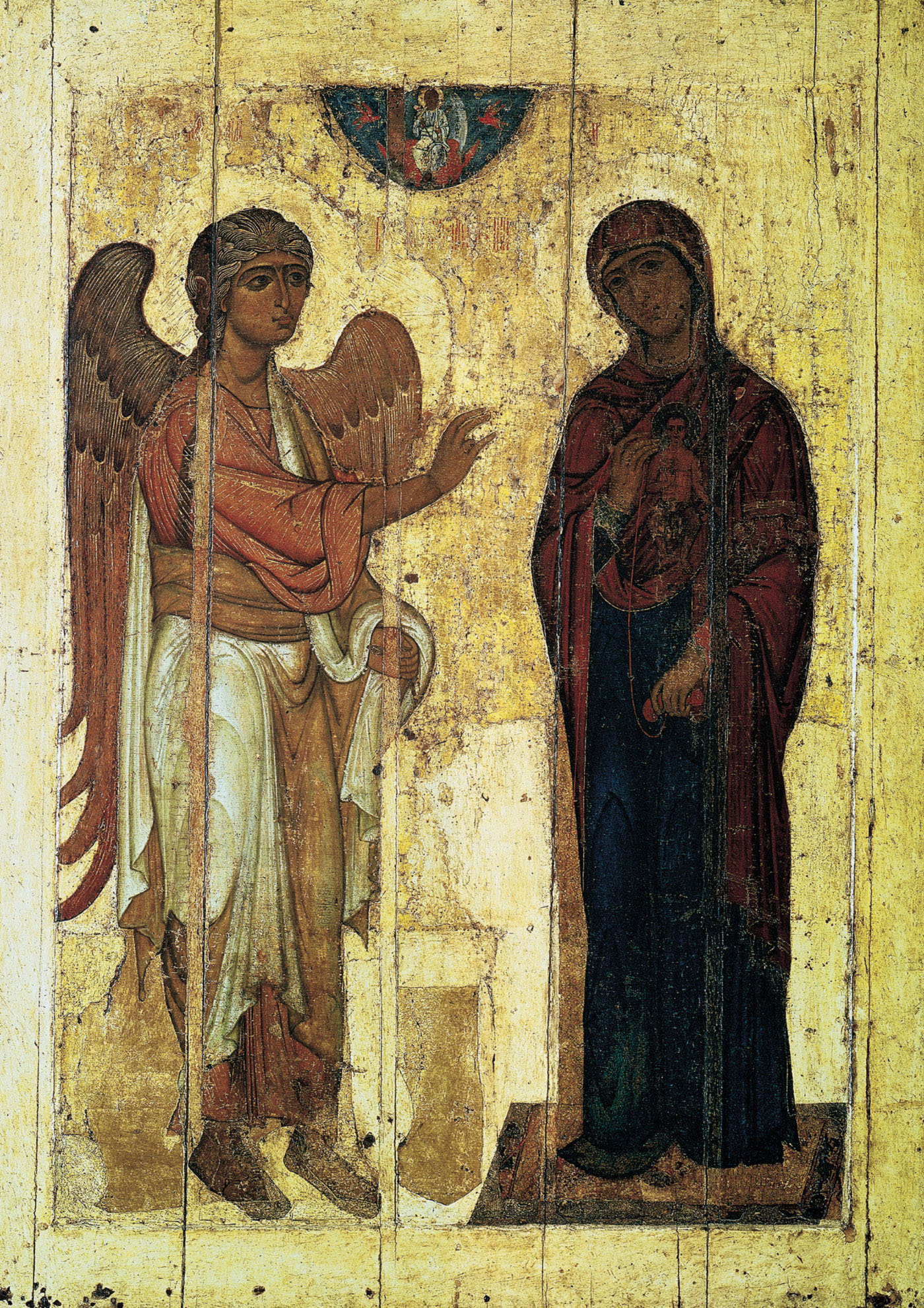
Ustyug Annunciation (c. 1120–1130)
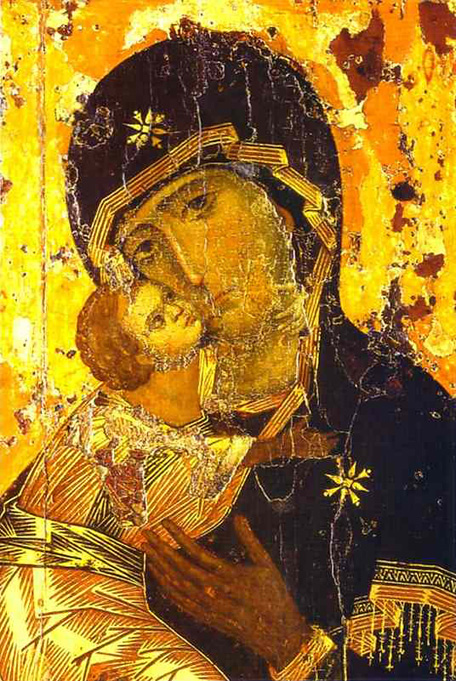
Theotokos thành Vladimir (c. 1130)
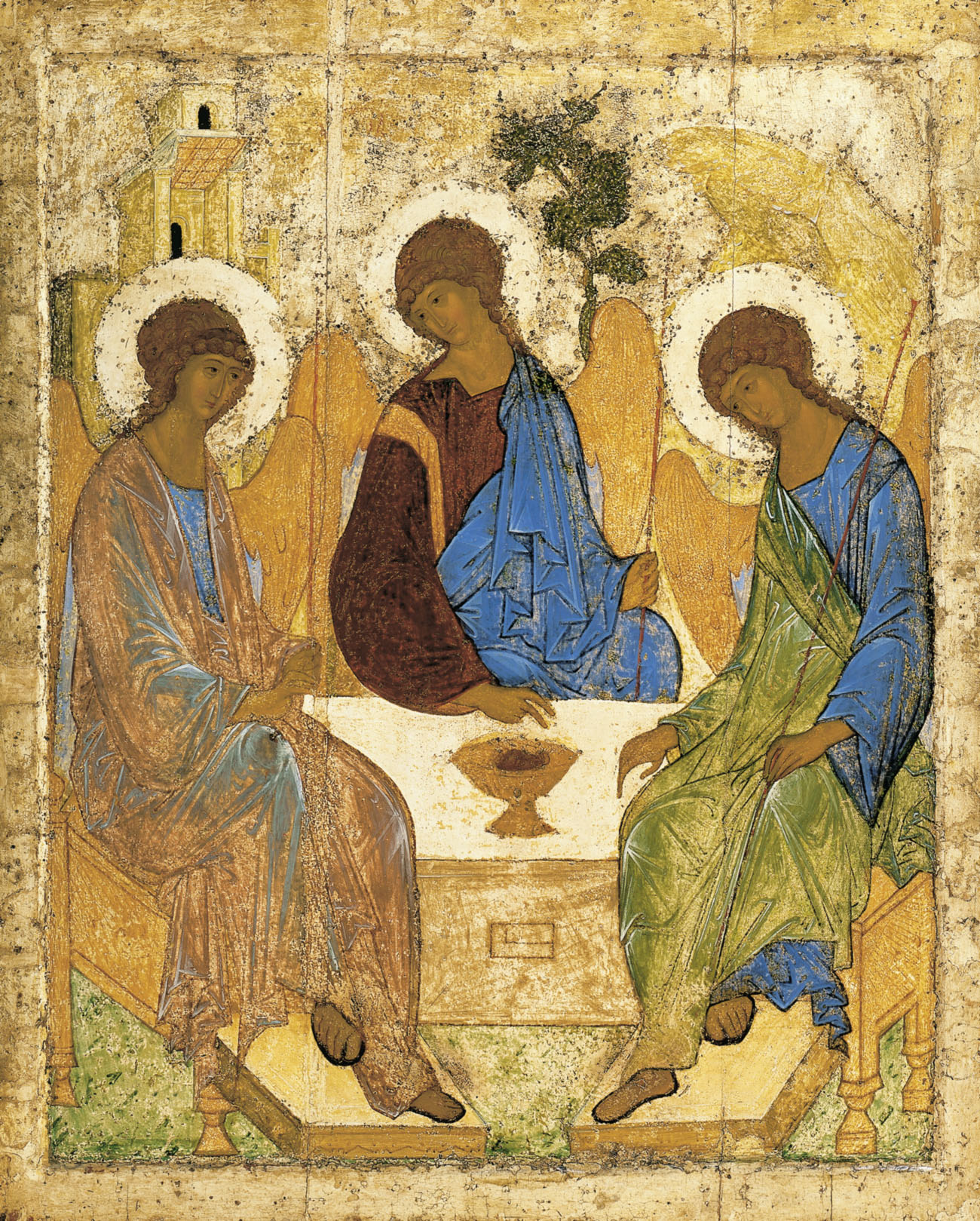
Andrei Rublev, Chúa Ba Ngôi (1411 or 1423–1425)
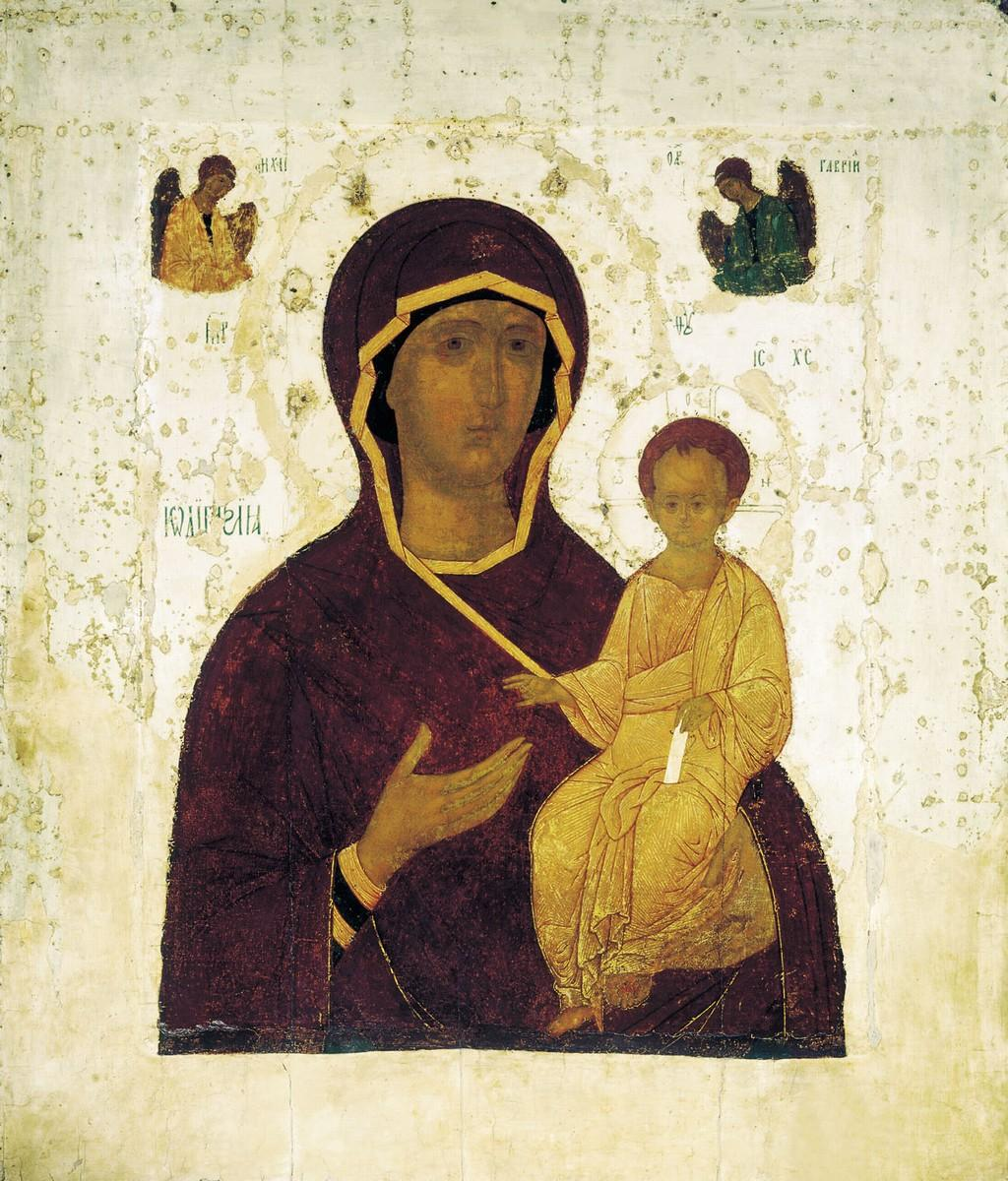
Dionisius, Hodegetria thành Smolensk (c. 1500)
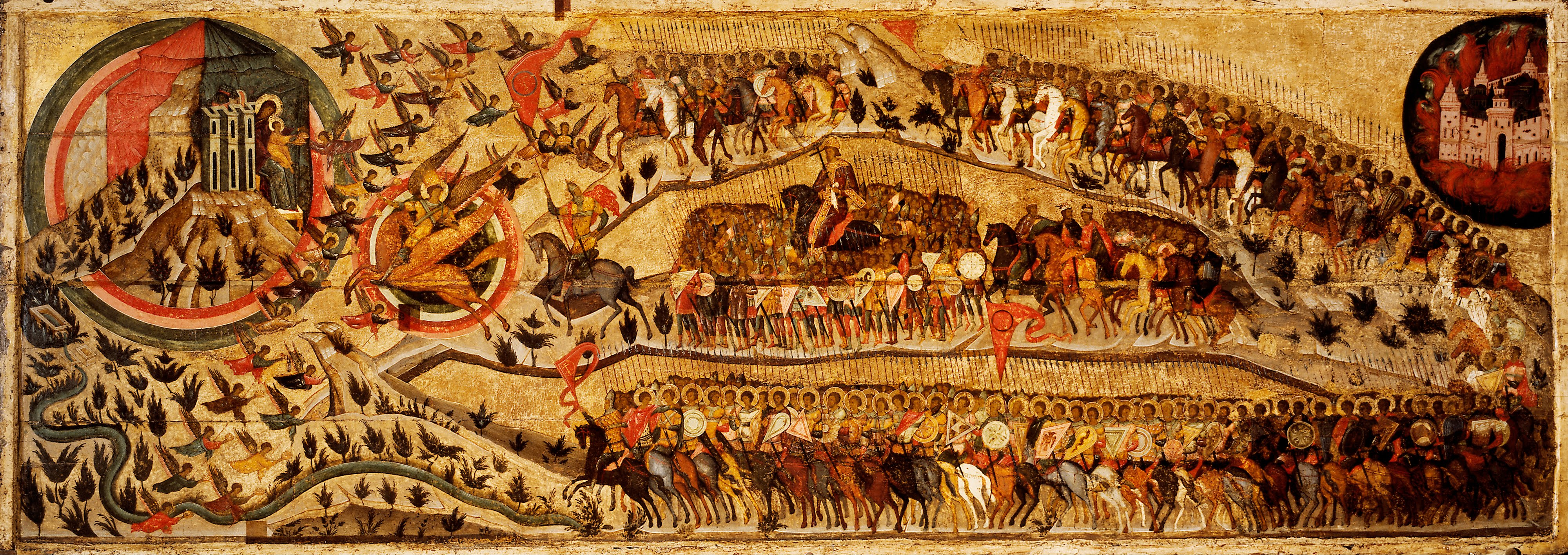
Athanasius thành Moskva, Kính thưa Chủ nhà Vua thiên đàng (1552)
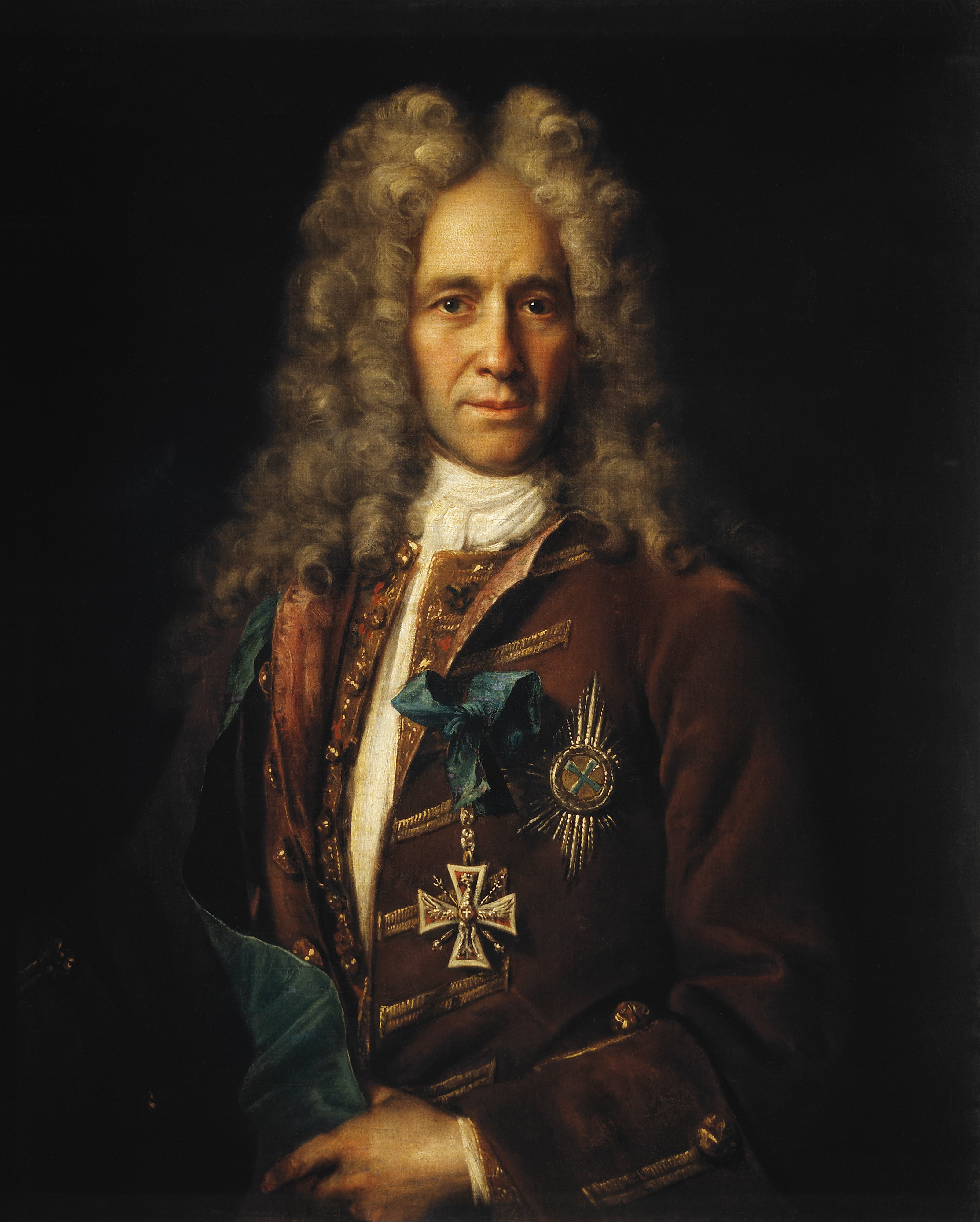
Ivan Nikitin, Chân dung của Quan chưởng ấn Gavriil Golovkin (c. 1720)
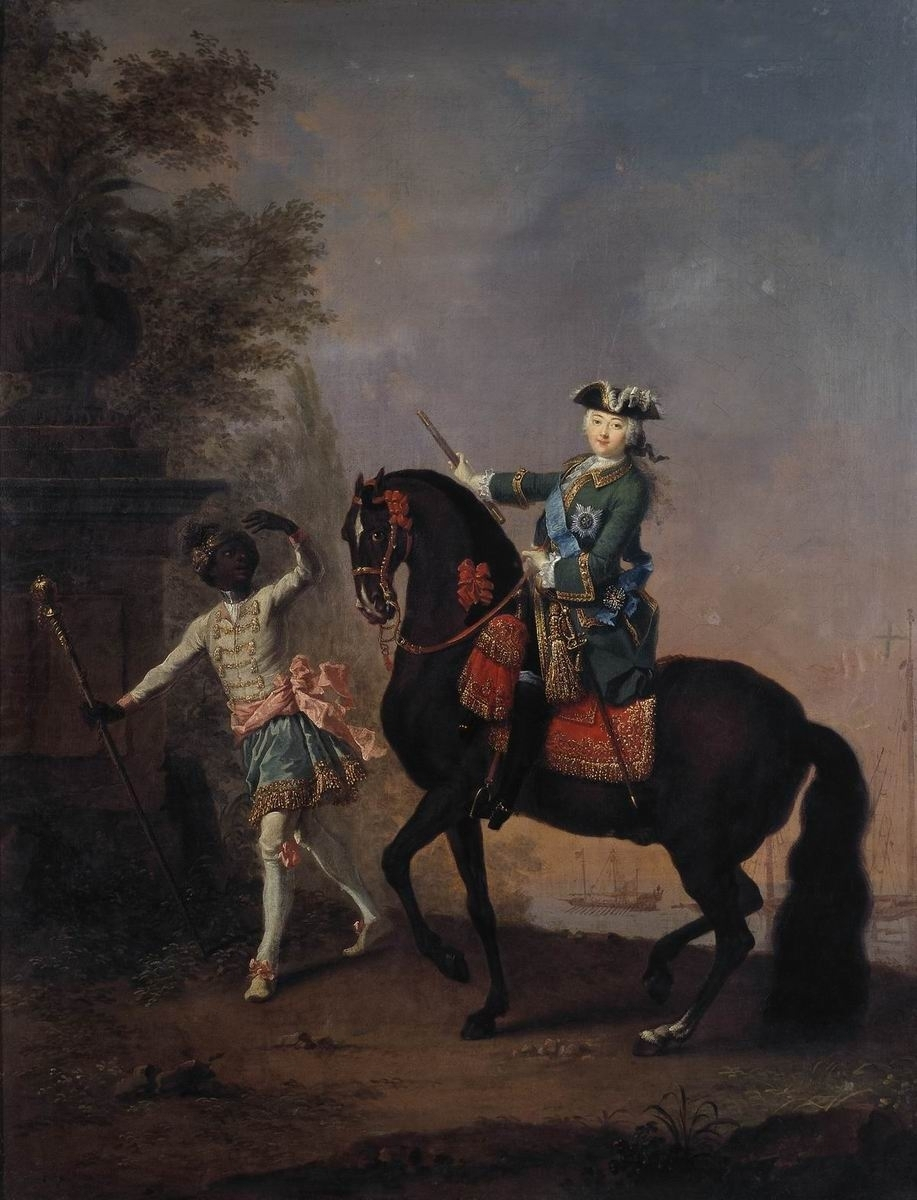
Georg Christoph Grooth, Nữ hoàng Elizabeth của Nga trên lưng ngựa đi cùng với người trực ban (1743)
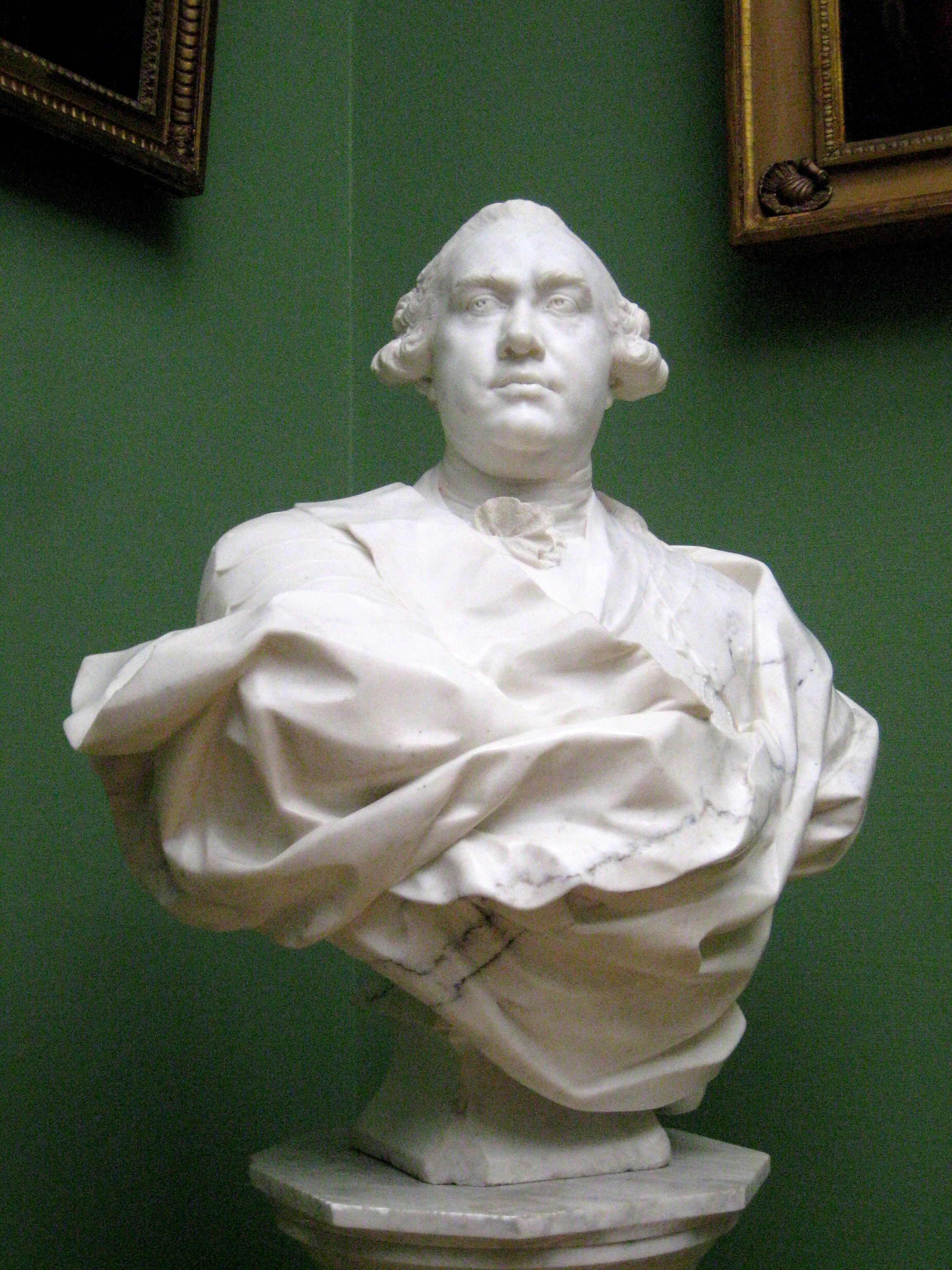
André-Jean Lebrun, Bán thân của Kyrylo Rozumovskyi (1766)
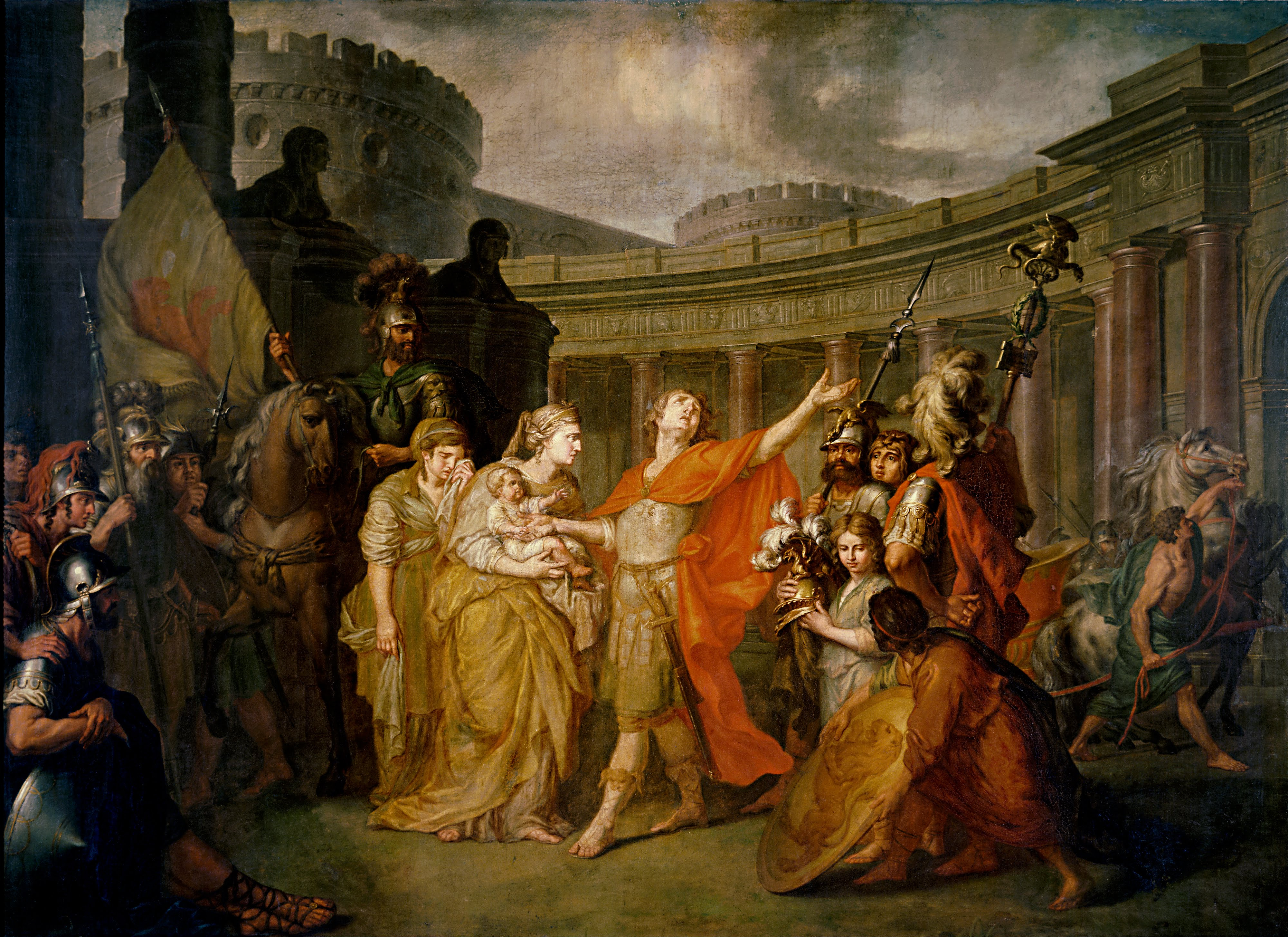
Anton Losenko, Cuộc chia tay của Hector và Andromache (1773)
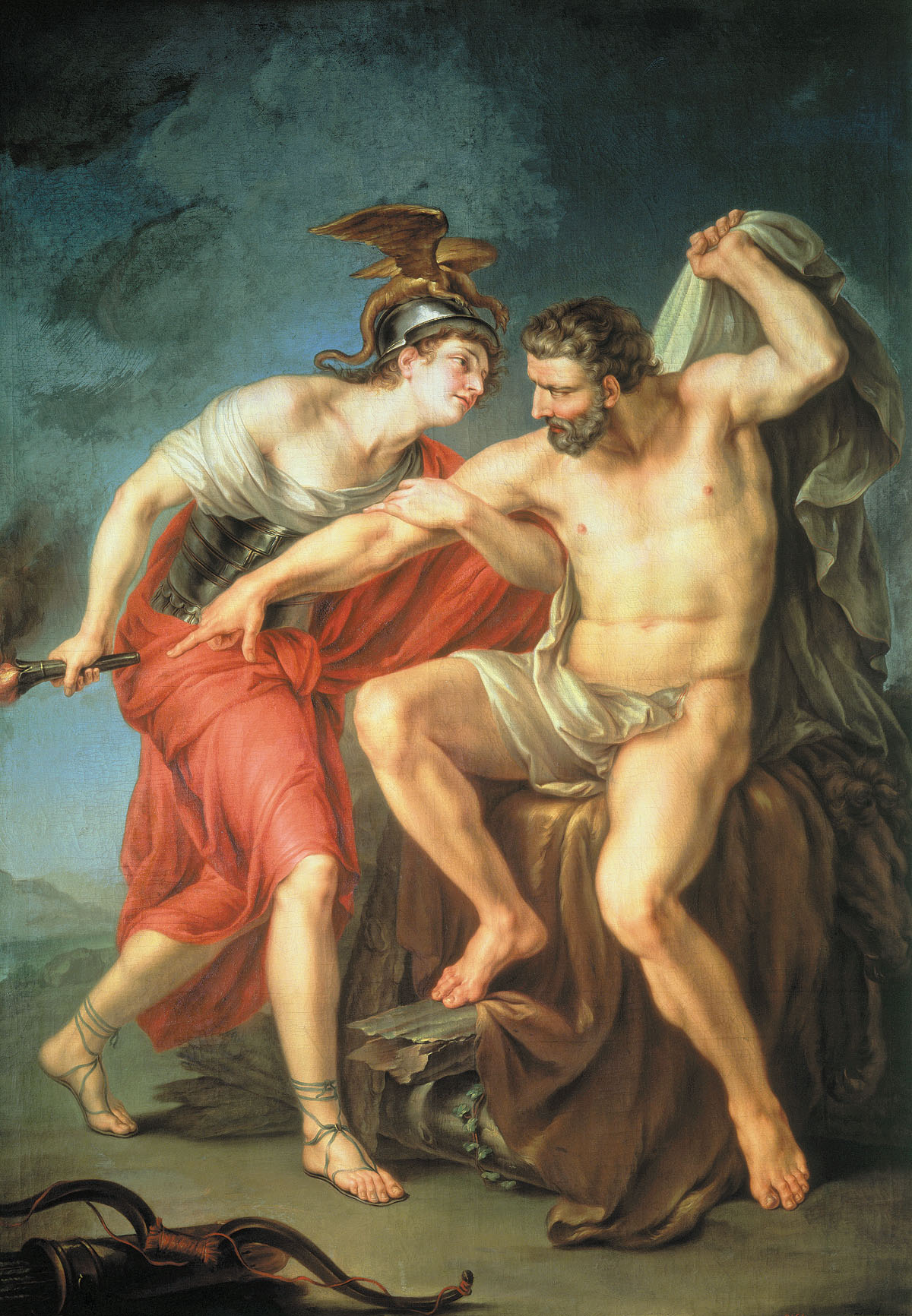
Ivan Akimov, Heracles tự thiêu mình trên giàn thiêu trước sự hiện diện của bạn mình Philoctetes (1782)
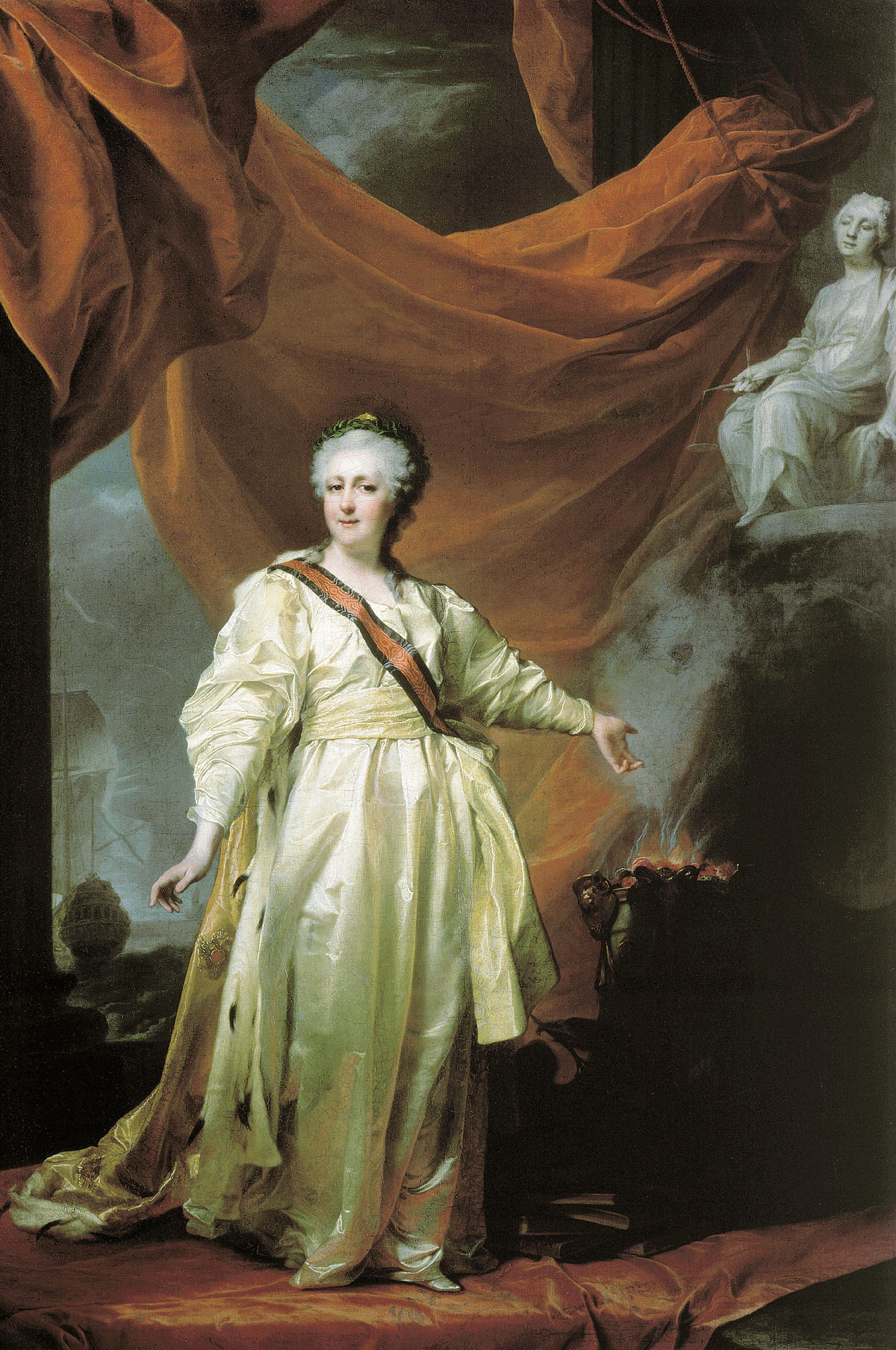
Dmitry Levitzky, Yekaterina II của Nga tại Đền Công Lý (1783)
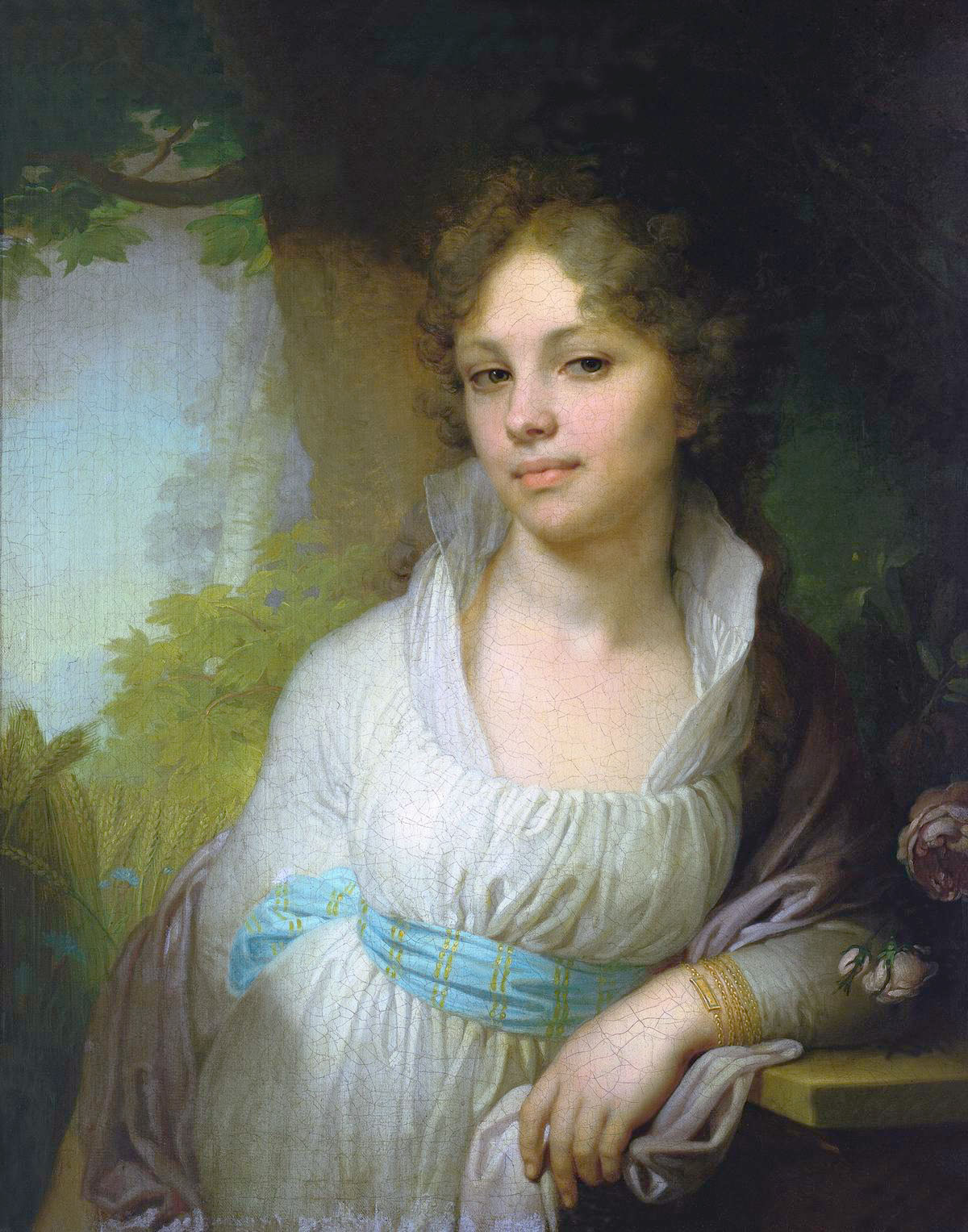
Vladimir Borovikovsky, Chân dung Maria Lopukhina (1797)
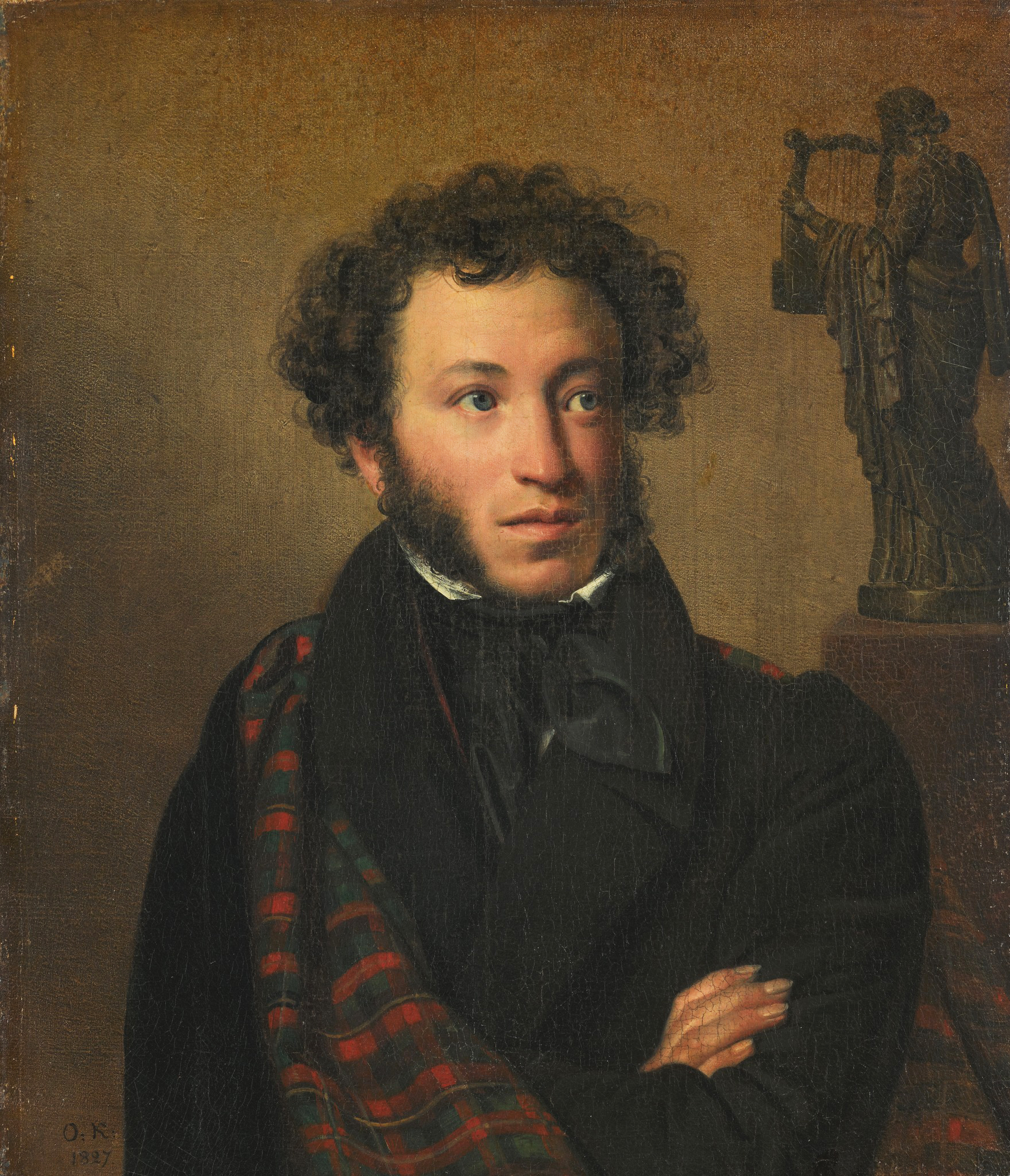
Orest Kiprensky, Chân dung Aleksandr Pushkin (1823)
Alexander Ivanov, Sự Xuất Hiện của Đức Chúa Trời trước Dân Chúng (1837–1857)